# Phyllanthus maderaspatensis
Phyllanthus maderaspatensis är en emblikaväxtart som beskrevs av Carl von Linné. Phyllanthus maderaspatensis ingår i släktet Phyllanthus och familjen emblikaväxter.

## Underarter
Arten delas in i följande underarter:
- P. m. exasperata
- P. m. frazieri
- P. m. maderaspatensis

## Bildgalleri

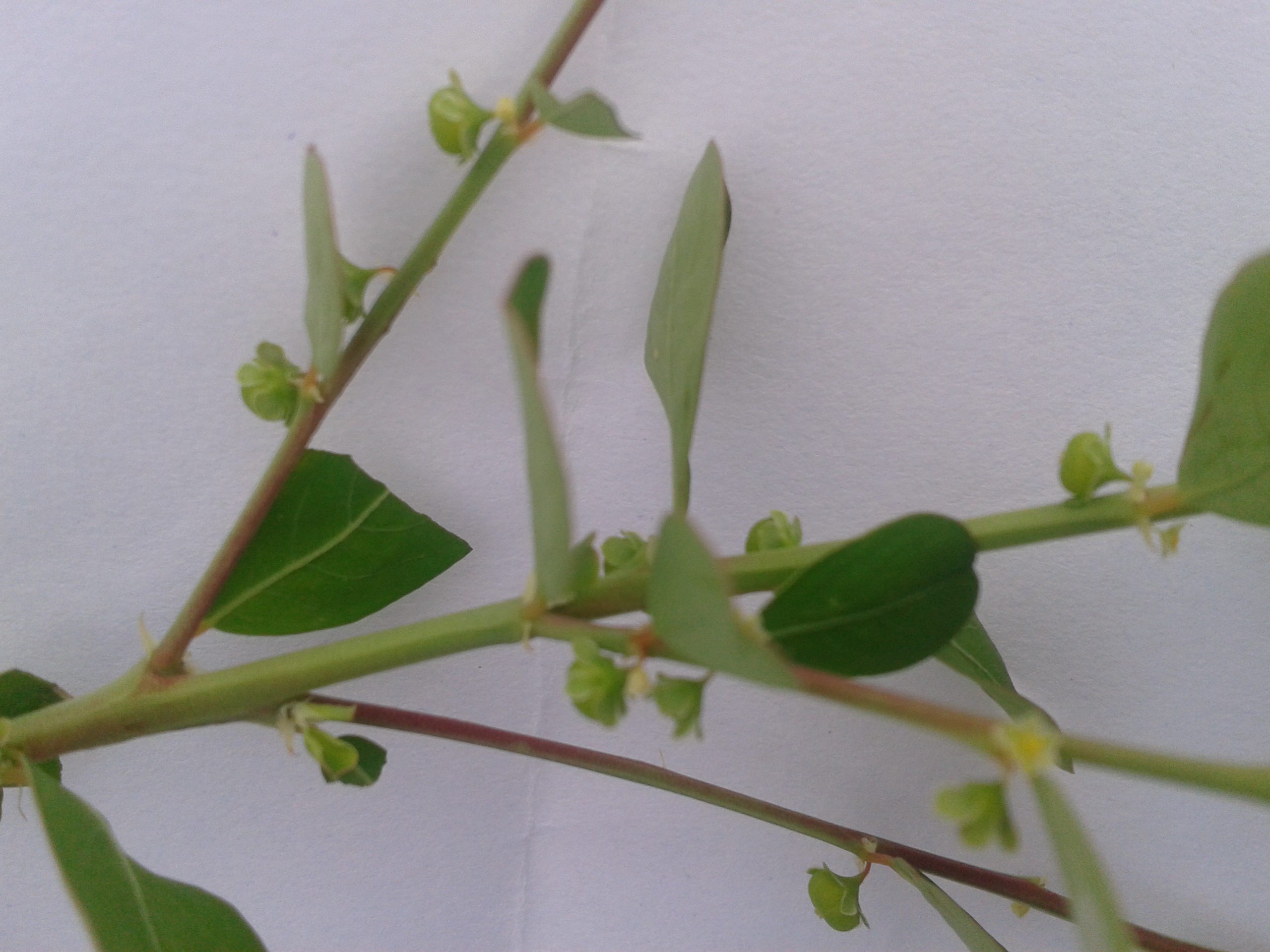
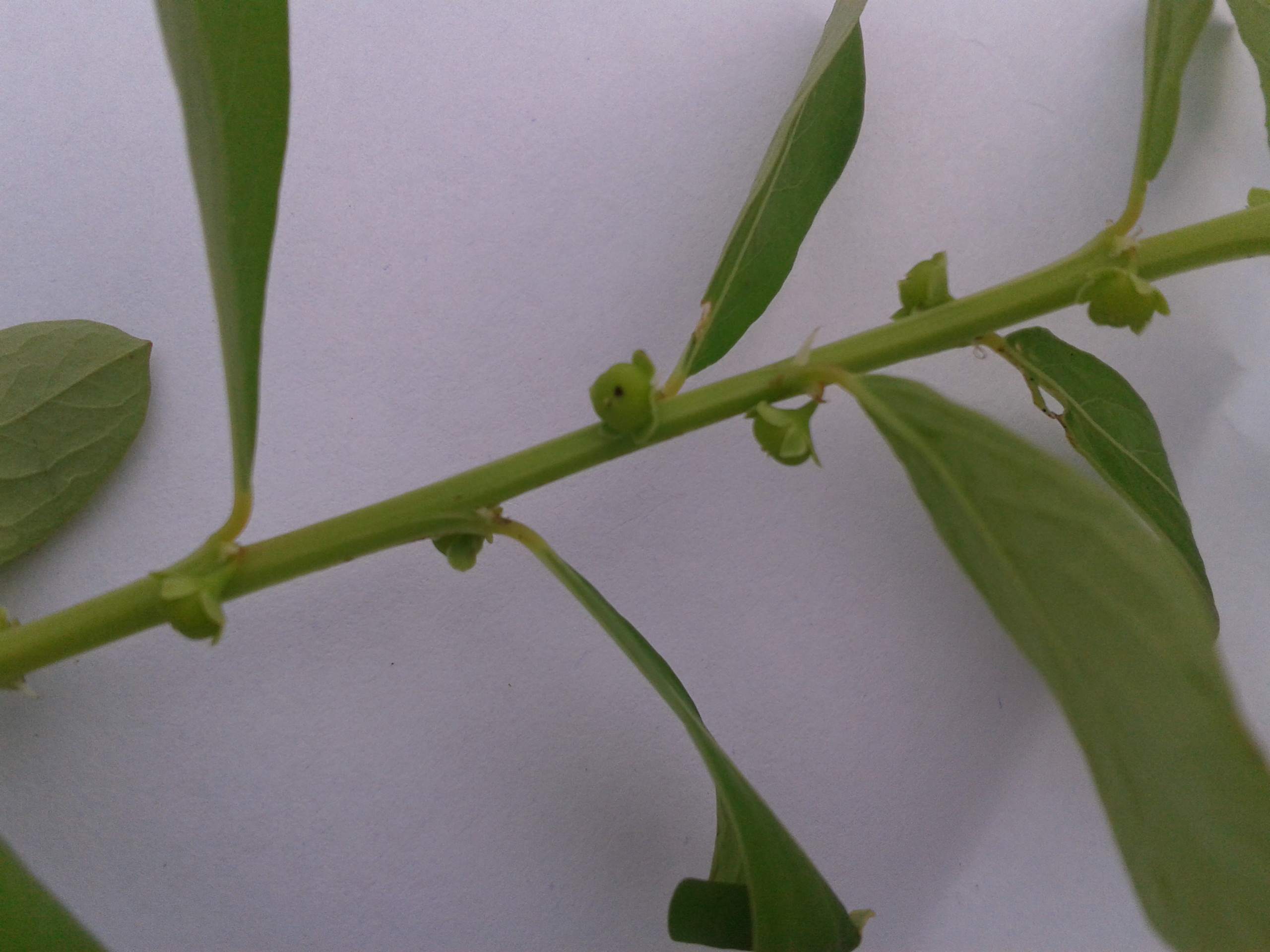
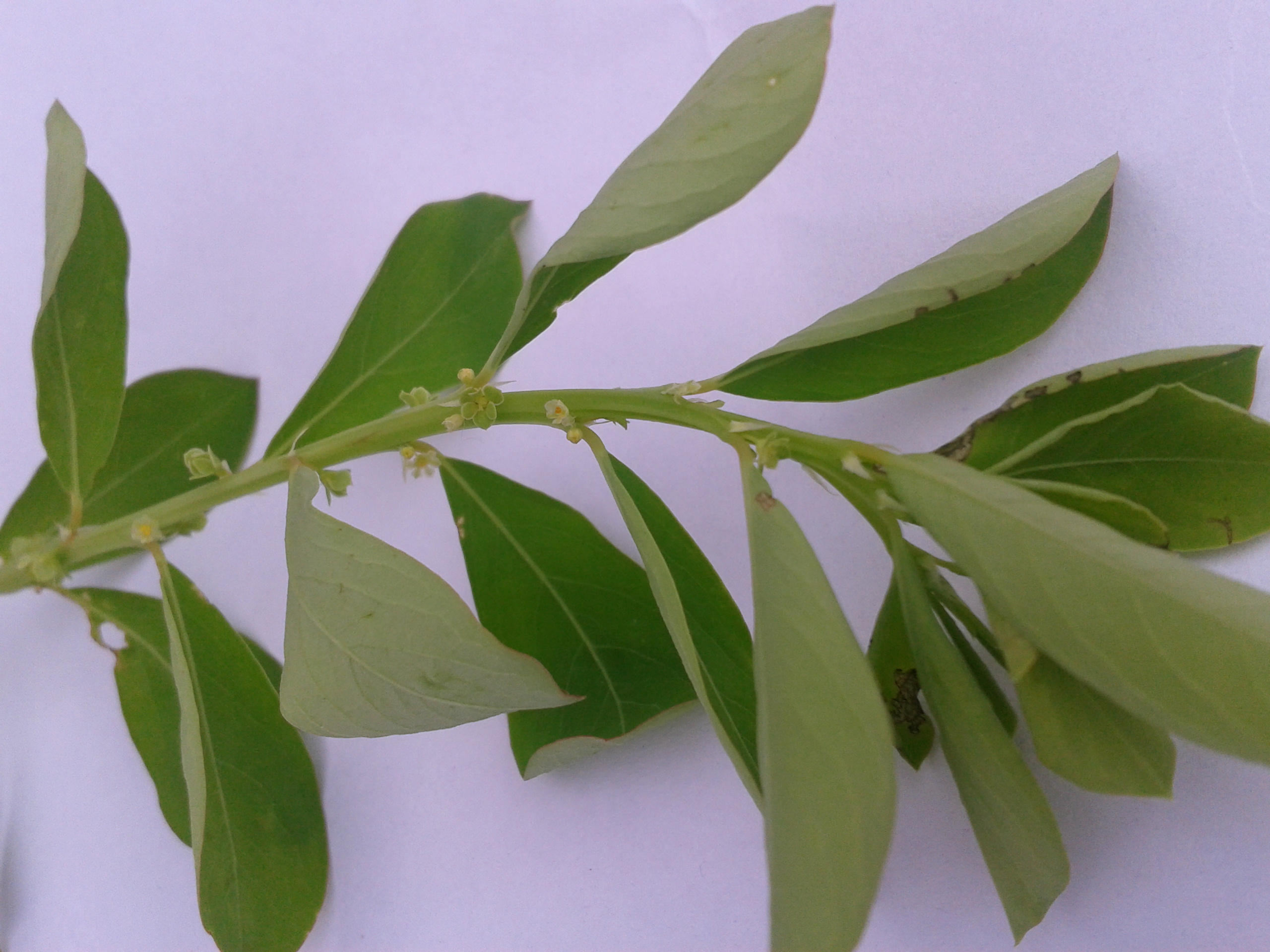
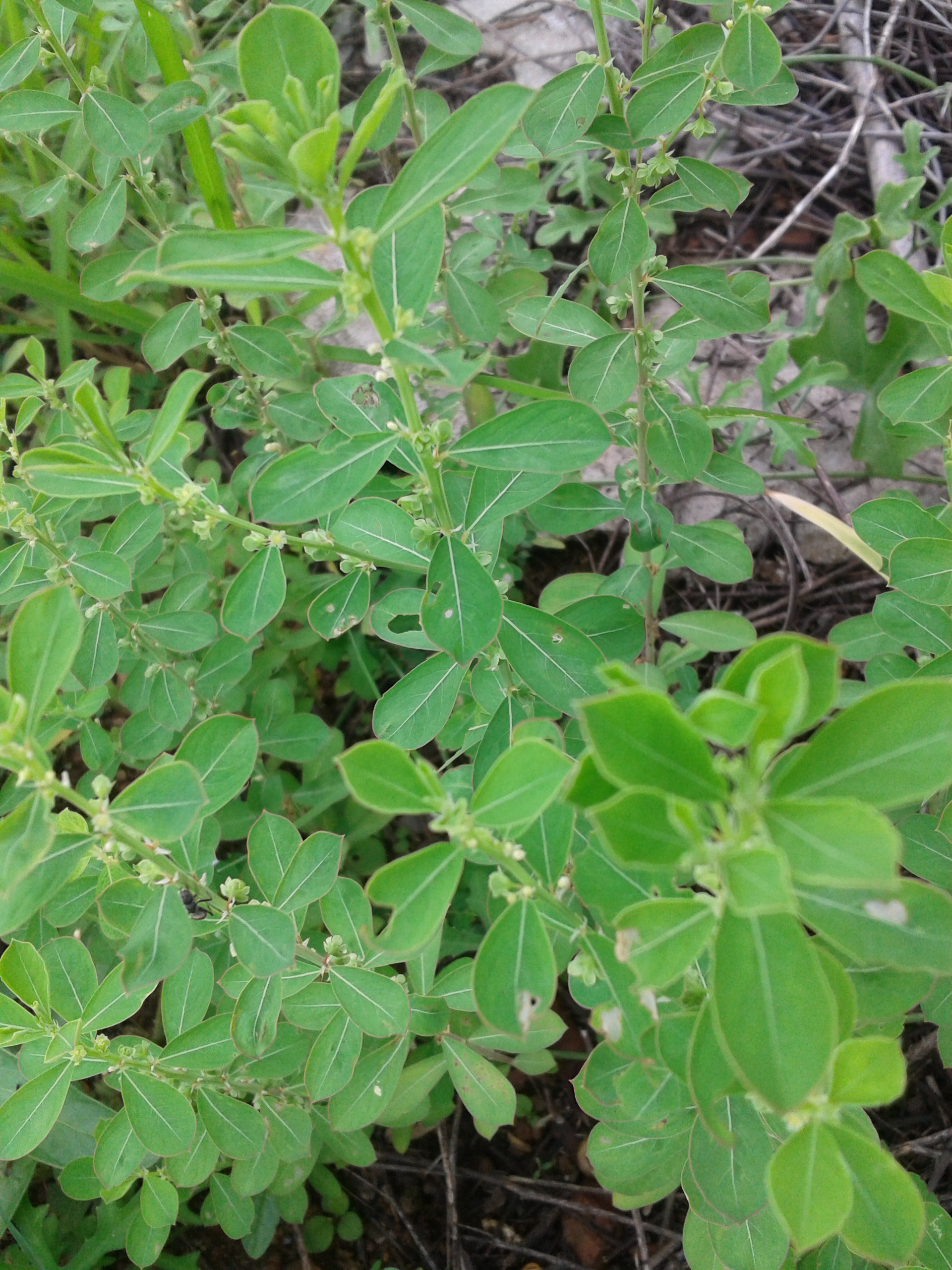
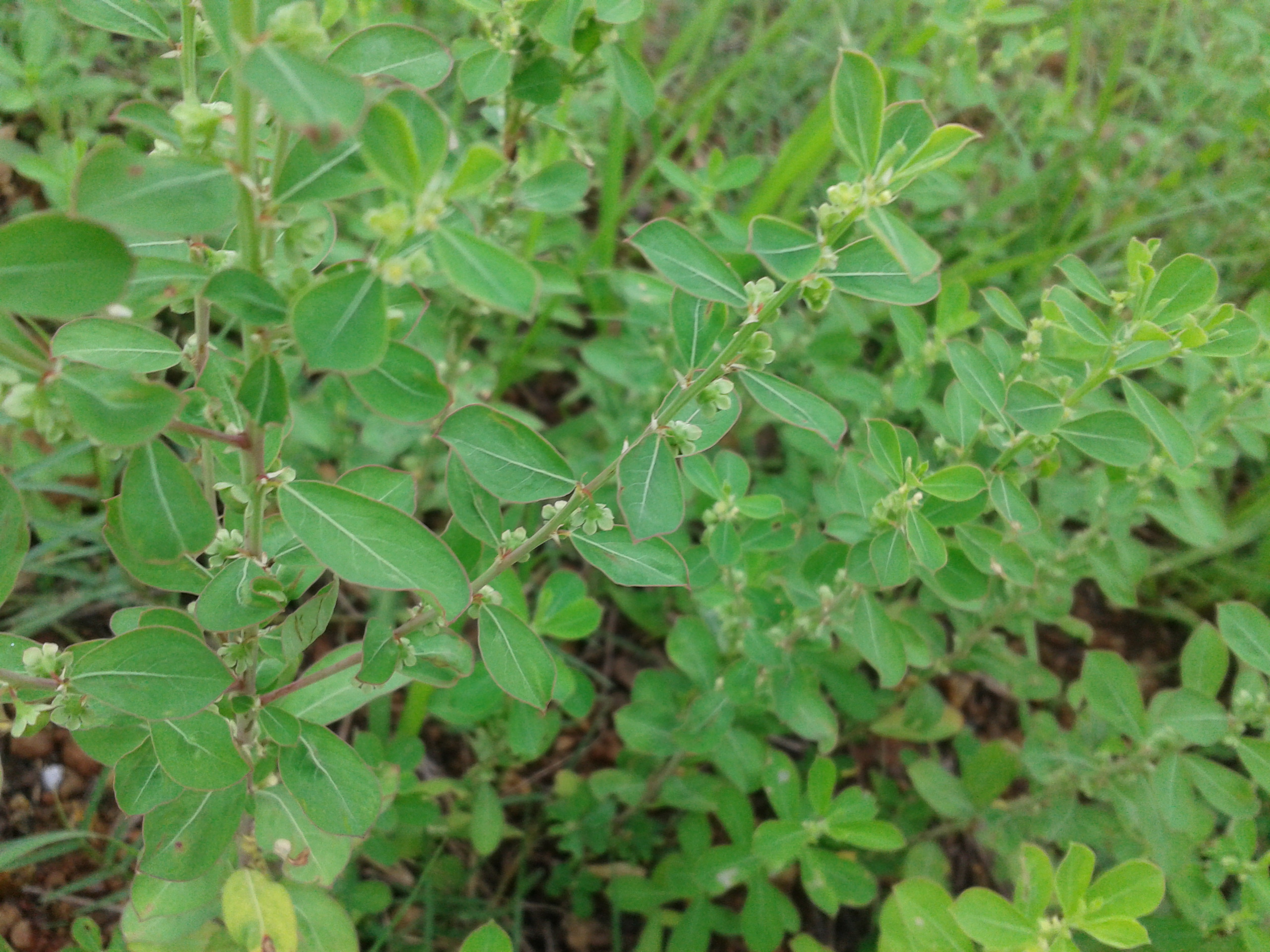
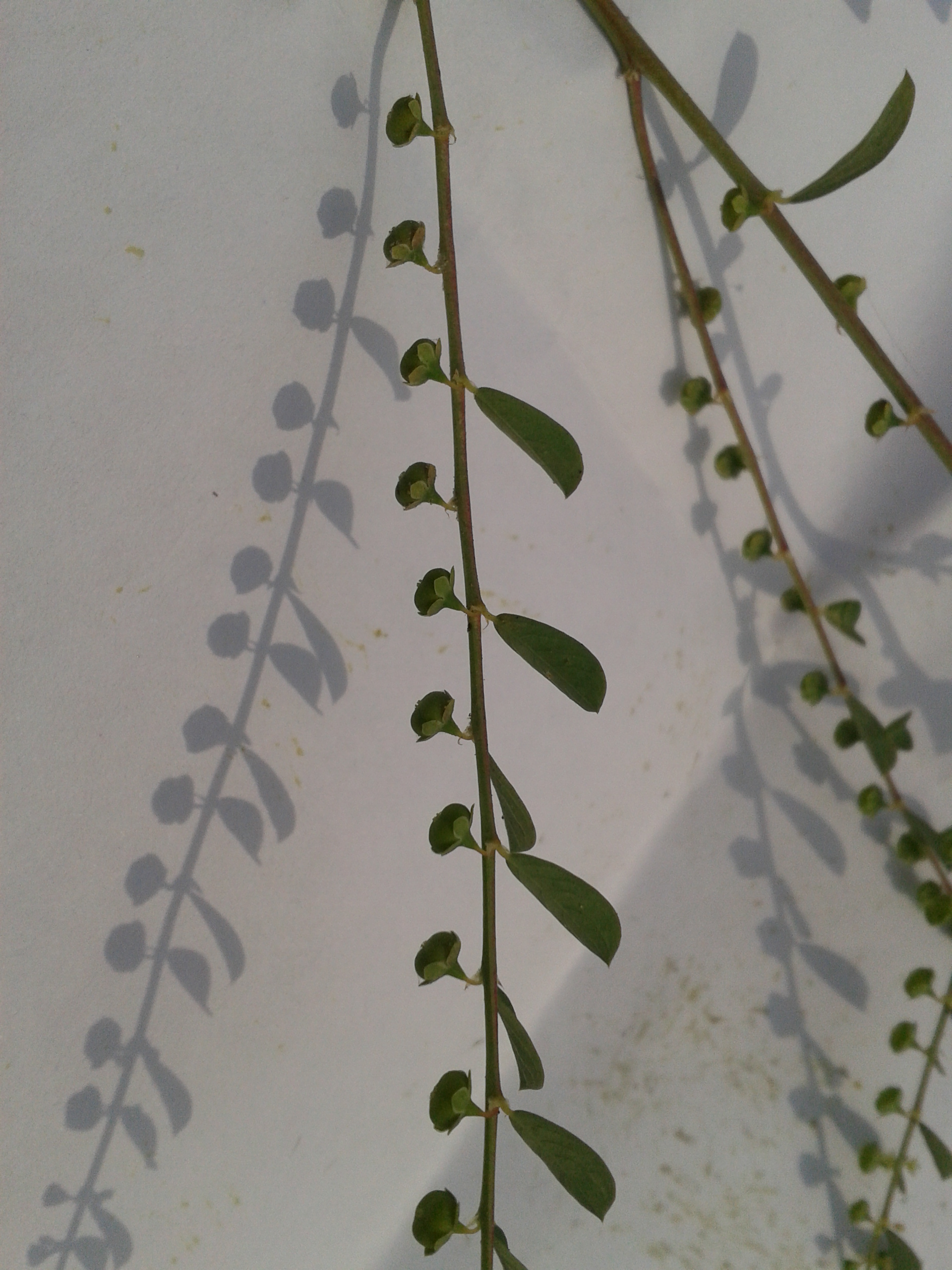